# 非大學聯合招生辦法
非大學聯合招生辦法（簡稱非聯招；英文簡稱：Non-JUPAS或Non-Ju）是香港高等教育的一個術語，泛指利用大學聯合招生辦法（下稱聯招）以外的方式，報讀/入讀聯招計劃下所提供的學位課程（以下稱為聯招課程）的程序（亦即大學的Direct Application）。
此程序主要是給不符合聯招最低資格（即沒有香港高級程度會考/香港中學文憑指定科目及格的成績或沒有參加高考/中學文憑，而且不符合中六優先取錄計劃資格的人士）而設，又或者符合資格，但因公開考試成績等理由而未能入讀聯招的教資會資助或自資的學士學位課程的人士報讀聯招下的學位課程而設。
不經大學聯招的報名者需要個別向各院校提交申請，而不像聯招那樣，能透過一份報名表格就能同時報讀各大院校之課程。換句話說經直接收生報讀二間大學的課程，就得需分別向二間大學申請，遞交至少二份申請表格。而大部分大學都會對在網上報名的申請人收取較便宜的報名費。一般而言，除網上交易平台常用的信用卡外，為方便沒有信用卡的申請人（例如未滿18歲的國際學校申請人），通常也會接受申請人以外的信用卡帳戶，或以銀行轉帳的方式支付報名費用。
若參加非聯招的考生同時參加大學聯合招生辦法，則不論非聯招一方的結果如何，非聯招一方的結果將會自動作廢。
狹義上，非聯招只是單指本地學生以聯招以外方式報讀聯招課程。但廣義而言，海外及中國大陸學生報讀聯招課程，又或大學以直接取錄/條件取錄個別人士報讀聯招下課程，廣義上也屬非聯招的一種。
沒有參加聯招的院校（例如香港樹仁大學）及各大專院校開辦的聯招課程以外課程的收生，一般而言，並不屬於非聯招。這些收生也是獨立於聯招之外（即報讀該等課程不影響申請人參加聯招/非聯招的資格）。

## 類別
非聯招主要分為四大類。由於各種途徑所需的要求各有不同，課程的查詢應直接聯絡有關香港各大院校招生處（Admission office）網頁。
1. 適用於就讀於香港各大專院校、社區書院、職業訓練局等開辦的美國副學士或英國高級國家文憑。或已取得該等或同等學歷的人士申請。在非聯招的申請中，此類學生估了大部分。個別院校對於這類的學生也有特別機制，可以直接申請入讀其院校第2年的課程，並為此開設額外的學位。
2. 適用於就讀於香港並已/將於此學年持有相等於高中畢業資格的學歷（但不包括香港中學文憑），例如IB文憑，GCSE/GCAL，Hong Kong local International School-Grade 12，香港高級程度會考等。然而如該等人士現正就讀於教統局下的註冊中學而又準備在該學年度應考香港中學文憑，此類人士則不合資格使用非聯招制度，而需使用聯招申請。
3. 適用於香港境外就讀學生(International Students)、並已/將於此學年持有相等於高中畢業資格的學歷的人士申請。大部分情況下的申請程序大致與2相同，可直接向該等院校申請。比較常見的一種例外情況是：報名人士為中國內地普通高等學校招生全國統一考試（中國高考）考生，而該香港院校有直接參與收生，依中國高考規則，申請人必需透過自己所屬省份的高考申請入讀。
4. 大學自行取錄個別學術上、或其他領域上有優異成就的人士。該人士未必一定有在該學年度向大學提出入學申請。

## 網頁連結
- 香港大學非聯招資料
- 香港中文大學非聯招資料
- 香港科技大學非聯招資料
- 香港理工大學非聯招資料
- 香港城市大學非聯招資料 （页面存档备份，存于）
- 香港浸會大學非聯招資料 （页面存档备份，存于）
- 香港都會大學非聯招資料 （页面存档备份，存于）
- 香港嶺南大學非聯招資料 （页面存档备份，存于）
- 香港教育大學非聯招資料